# Solenopsis bicolor
Solenopsis bicolor là loài thực vật có hoa trong họ Hoa chuông. Loài này được (Batt.) Greuter & Burdet miêu tả khoa học đầu tiên năm 1981.